# جريج لولر
جريجوري فرانسيس لولر (بالإنجليزية: Greg Lawler)‏ (من مواليد 14 يوليو 1955) هو عالم رياضيات أمريكي يعمل في نظرية الاحتمالات ويشتهر بعمله منذ عام 2000 في تطور شرام-لوينر.
حصل على الدكتوراه من جامعة برينستون في عام 1979 تحت إشراف إدوارد نيلسون. كان يعمل في هيئة التدريس بجامعة ديوك من 1979 إلى 2001، وجامعة كورنيل من 2001 إلى 2006، ومنذ عام 2006 في جامعة شيكاغو.
حصل على جائزة جائزة جورج بوليا لعام 2006 مع أوديد شرام ووندلين ويرنر. في عام 2012، أصبح زميلًا في الجمعية الرياضية الأمريكية. في عام 2019 حصل على جائزة وولف في الرياضيات.